# Sædding Strand Mellemfyr
Sædding Strand Mellemfyr (tidligere Sædenstrand Bagfyr) er et ledefyr beliggende i Sædding i Esbjerg. Fyrtårnet er det andet ældste jernfyr i Danmark og er en af de fredede bygninger i Esbjerg Kommune. Fredningen kom dels i stand grundet jerntårnets alder og dels, fordi typen ikke er særlig udbredt i Danmark.
Tårnet er blevet forbedret flere gange. Blandt andet i 1910, hvor der blev installeret en blaugasbrænder.
- Fyrets indgang